# Vladimir Kranjčević
Vladimir Kranjčević (Zagreb, 21. studenog 1936. – Odra, 9. veljače 2020.), bio je hrvatski glazbenik, dirigent, pijanist i pedagog. Diplomirao je klavir na Muzičkoj akademiji u Zagrebu u razredu Ladislava Šabana. Dirigiranje je studirao kod Slavka Zlatića (Zagreb) i Igora Markeviča, a magistrirao 1980. kod Vojislava Ilića.

## Zaposlenja
Bio je šef-dirigent: Komornog orkestra Vatroslav Lisinski (1972. – 1976.), Akademskog zbora Ivan Goran Kovačić (1974. – 1987.), Mješovitog zbora HRT-a (1976. – 1982.), Zagrebačkih madrigalista (1980. – 1985.), Simfonijskog orkestra HRT-a (1983. – 1988.), u muzičkoj produkciji RTB-a (1988. – 1991.), Komorne opere b.b. Zagreb (od 2006.)
Obavljao je dužnosti: direktora Muzičke škole Vatroslav Lisinski u Zagrebu (1972. – 1976.), ravnatelja Opere HNK-a u Zagrebu (1994. – 2002.), umjetničkog rukovoditelja (jedan je od utemeljenja 1971.), te ravnatelja Varaždinskih baroknih večeri (1994. – 2006.).
Na Muzičkoj akademiji u Zagrebu predavao je neprekidno od 1978. do 2007.; od 1995. u zvanju redovnog profesora, a od 2000. redovnog profesora u trajnom zvanju.
Predsjednik je Oratorijskog društva sv. Marka – Cantores Sancti Marci.

## Nagrade
U svojoj karijeri maestro Vladimir Kranjčević nagrađen je brojnim inozemnim i domaćim nagradama i priznanjima:
- 1977. – Nagrada Milka Trnina[3]
- 1978. – Nagrada Josip Štolcer Slavenski[1]
- 1983. – nagrada grada Varaždina
- 1986. – nagrada grada Varaždina
- 1995. – nagrada grada Varaždina
- - nagrada "Ivan Lukačić"
- - nagrada "Jurica Murai"
- 1996. – Nagrada Vladimir Nazor (godišnja nagrada za 1995.)
- 1996. – diskografska nagrada Porin za najbolju izvedbu vokalno instrumentalnog djela
- 2001. – nagrada "Vatroslav Lisinski" Hrvatskog društva skladatelja
- 2003. – diskografska nagrada Porin za najbolju izvedbu vokalno instrumentalnog djela
- 2006. – Vjesnikova nagrada "Kantor"
- 2008. – nagrada za životno djelo Hrvatskog društva glazbenih i plesnih pedagoga
- - dobitnik zlatne medalje Varaždinske biskupije
- 2012. – Nagrada Grada Zagreba
- 2013. – nagrada Porin za životno djelo
- 2016. – Nagrada Porin za najbolji album klasične glazbe (In memoriam Milan Horvat – Wolfgang Amadeus Mozart –  Requiem u d-molu, K. 626)
- 2016. – Nagrada Vladimir Nazor za životno djelo u području glazbe
- 2017. – Nagrada hrvatskog glumišta za svekoliko umjetničko djelovanje
- 2018. – Nagrada Lovro pl. Matačić za životno djelo

## Odlikovanja
- 1995. – odličje Reda Danice hrvatske s likom Marka Marulića
- 1997. – odličje Reda Danice hrvatske s likom Antuna Radića
- 1998. – Red hrvatskog pletera

Počasni je građanin Grada Križevaca.

## Gostovanja
Kao pijanist i dirigent, samostalno i s ansamblima, gostovao je u Austriji, Bosni i Hercegovini, Francuskoj, Grčkoj, Italiji, Kubi, Makedoniji, Njemačkoj, Sloveniji, Sjevernoj Koreji, bivšem Sovjetskom Savezu, Srbiji, Švicarskoj, Španjolskoj, Velikoj Britaniji.

## Diskografija
Kao dirigent snimio je oko 5 tisuća minuta trajnih snimaka za radio i televiziju, dvadesetak gramofonskih ploča i 20 CD-a, uglavnom hrvatske glazbe, kao i djela iz svjetske glazbene literature. 

## Vanjske poveznice
- LZMK / Proleksis enciklopedija Online: Kranjčević, Vladimir (životopis)
- porin.info – Dobitnici nagrada za životno djelo: Vladimir Kranjčević  Arhivirana inačica izvorne stranice od 18. ožujka 2014. (Wayback Machine) (životopis)
- discogs.com – Diskografija Vladimira Kranjčevića
- vecernji.hr – Branimir Pofuk: »Kranjčević sjajnom Missom solemnis proslavio jubileje«